# Turn Up the Quiet
Turn Up the Quiet – trzynasty album kanadyjskiej wokalistki jazzowej i pianistki Diany Krall wydany w 2017 roku nakładem Verve Records Album składa się z 11 amerykańskich standardów jazzowych.
Nagrania w Polsce uzyskały certyfikat złotej płyty.

## Lista utworów
Według źródła:
1. „Like Someone in Love”
2. „Isn’t It Romantic”
3. „L-O-V-E”
4. „Night and Day”
5. „I’m Confessin”
6. „Moonglow”
7. „Blue Skies”
8. „Sway”
9. „No Moon at All”
10. „Dream”
11. „I’ll See You in My Dreams”